# Kapitalizam
Kapitalizam je ekonomski i društveni sustav u kojem su kapital, zemlja i sredstva za proizvodnju privatno vlasništvo; rad, dobra i izvori resursi trguju se na tržištima; i zarada, nakon oporezivanja, podijeljena je vlasnicima ili uložena u tehnologiju i industriju. Kad se prodajom proizvoda početna suma poveća, onda je ona kapital.
Ne postoji konsenzus oko definicije kapitalizma, niti kako bi kapitalizam bio prikazan u analitičkoj kategoriji, međutim postoji konsenzus oko toga da je kapitalizam pogrdan naziv za slobodno tržište. Postoji niz povijesnih događaja u kojima se primjenjuje, razlikujući se u vremenu, zemljopisu, politici i kulturi. Ekonomisti, politički ekonomisti i povjesničari uzeli su drugačiju perspektivu analize kapitalizma. Znanstvenici u društvenim znanostima, uključujući povjesničare, ekonomske sociologe, ekonomiste, antropologe i filozofe, rapravljali su o tome kako definirati kapitalizam, kako bilo, postoji kontroverza o privatnom vlasništvu nad sredstvima za proizvodnju, stvaranju dobara, usluga i zarade na tržištu i o tome da cijene i plaće elementi kapitalizma.
Ekonomisti uvijek ističu to, da se vlada ne miješa u ekonomiju (laissez faire) i vlasnička prava, dok većina političkih ekonomista ističe privatno vlasništvo, odnos moći, plaće radnika i stalež. Postoji općeprihvaćeni dogovor da kapitalizam ohrabruje ekonomski rast. Opseg koji određuje tržište "slobodnim", kao i pravilo što smije i što ne smije biti privatno vlasništvo, pitanje je politike i mnoge države danas imaju uvedenu "miješanu ekonomiju".
Kapitalizam kao sustav počeo se razvijati u Europi u 16. stojeću, iako su kapitalističke organizacije postojale još u antičko vrijeme, a rani trgovački kapitalizam razvijao se u vrijeme kasnog srednjeg vijeka. Kapitalizam je dominirao zapadnim zemljama nakon pada feudalnog poretka. Kapitalizam se na veliko širio Europom, a u 19. i 20. stoljeću, uvjetovan je sredstvima industrijalizacije širom svijeta.
Postoje različite vrste kapitalizma, ovisno o teoretičaru, kao anarhokapitalizam, korporativni kapitalizam, smežurani kapitalizam, financijski kapitalizam, laissez faire, tehnokapitalizam, neokapitalizam, kasni kapitalizam, postkapitalizam, neoliberalni kapitalizam, državni kapitalizam i državni monopolistički kapitalizam. Postoje i antikapitalistički pokreti i ideologije koje uključuju antikapitalizam i negativne pojmove koji se vežu uz kapitalizam kao šteta prema zajednici, korporacionizam i robovska plaća.

## Pojam kapitalizma
Kapitalizam se izvodi iz riječi kapital, čiji je korijen u latinskoj riječi "caput" (glava). Naziv "kapitalizam", pojavio se u zapadnoj Europi u drugoj polovici 19. st. Riječ "kapital" upotrebljavala se u ekonomskom smislu od 17. stoljeća u značenju određenog novčanog iznosa, a kasnije je označavala glavnicu (za razliku od kamate). Naziv "kapitalist" pojavio se u drugoj polovici 18. stoljeća
Temelj suvremenih teorija kapitalizma postavili su Max Weber i Karl Marx.

## Kapitalizam i liberalizam
Kapitalizam kao društveno uređenje je logička posljedica ideologije klasičnog liberalizma. Osnovni princip klasičnog liberalizma su vlasništvo pojedinca nad samim sobom te plodovima svoga rada. Plodovi rada ovdje uključuju i prethodno neprisvojene materijalne resurse na koje je pojedinac stekao pravo posjeda njihovom produktivnom uporabom kao i resurse koji su pojedincu dani dobrovoljno, najčešće u zamjenu za neku njegovu uslugu ili dobro koje mu pripada. Oduzeti ili oštetiti tako stečeno vlasništvo pojedincu protiv njegove volje smatra se nasilnim činom i u kapitalističkim društvima protuzakonito je.
Ekonomske posljedice takvog društvenog uređenja predmet su proučavanja različitih ekonomskih "škola", svaka od kojih predlaže vlastite teorije funkcioniranja kapitalizma.

## Austrijska škola ekonomije
Zastupnici ovog smjera ekonomske misli polaze od subjektivne teorije vrijednosti koja postulira kako različiti pojedinci različito vrednuju različita dobra i usluge. Pomoću nje i dobrog dijela već postojećeg korpusa klasično liberalne ekonomske misli izvode zaključke o funkcioniranju kapitalistički uređenog društva.
Ono što je vrijedno zamijetiti jest da su zastupnici ovog smjera ekonomske misli uspijevali predvidjeti slijed događaja financijskih kriza od 1980-ih godina do danas dajući točne uzroke i opise problemâ, te redovito upozoravajući na njih bez previše sluha u financijskim medijima. Jedan od na televiziji najviše prikazivanih ekonomista, koji je upozoravao na posljednje dvije velike financijske krize - one 2001. i 2009. godine, je Peter Schiff.
Neki od velikih mislilaca ove škole su
- Friedrich Hayek
- Murray Rothbard
- Ludwig von Mises
- Robert P. Murphy
- Thomas E. Woods

Mislioci ovoga smjera ekonomske misli razilaze se sa zastupnicima ostalih liberalnih ekonomskih škola prvenstveno u tome što zadržavaju konzistentan tretman makro- i mikroekonomike. Također drukčije obrađuju tematiku monopola i ekonomskih poticaja. Od škola ne-liberalne ekonomske misli, kao primjer može se navesti kako "austrijanci" smatraju manjkavom radnu teoriju vrijednosti te posljedično i velik dio marksističkog nauka.

## Čikaška škola ekonomije
U velikoj mjeri slična austrijskoj školi ekonomije, ova se škola diči svojim najvećim predstavnikom Miltonom Friedmanom.

## Marksistička teorija kapitalizma
Marksisti smatraju da se ljudska društva razvijaju prema neizbježnim zakonima društvenog razvoja, te da će kapitalizam, također neizbježno, na koncu biti razoren unutarnjim proturječnostima koje sam stvara.
Za Marxa, pojava tržišta ljudskog rada čini bit kapitalizma: "kapitalizam može oživjeti tek kad se vlasnik sredstava za proizvodnju sretne na tržištu sa slobodnim radnikom koji prodaje svoju radnu snagu" To je glavna razlika kapitalizma prema feudalnoj ili robovlasničkoj ekonomiji. Kapitalizam je klasno društvo, čija je glavna karakteristika borba između dvije klase - vlasnika sredstava za proizvodnju (buržoazije) i radnika (proletarijata).
Marksistička sociologija vidi kapitalizam kao jedan stadij u progresivnom povijesnom razvoju prema komunističkoj budućnosti, te ga često dijeli na 6 stadija: prvobitna akumulacija kapitala, manufaktura, industrijska proizvodnja, monopolski kapital, napredni monopolski kapital i državno-upravljani monopolski kapital.
U prvobitnoj akumulaciji kapitala seljaštvo se odvaja od sredstava za proizvodnju i nastaje klasa slobodnog proletarijata koja nema imovinu, a jedina roba koju može prodati jest vlastita radna snaga. Vladajuća klasa, buržoazija, posjeduje sredstva za proizvodnju, kupuje radnu snagu i kontrolira sve ekonomske transakcije i proizvodne procese. Njihov cilj je profit, a izvor profita je radna snaga koja stvara "višak vrijednosti". Vrijednost robe koju proizvode radnici veća je od vrijednosti radne snage koja je od njih kupljena nadnicom. Kapitalist prisvaja, eksproprira, taj višak vrijednosti i tako izrabljuje proletarijat. Bogatstvo se akumulira u rukama kapitalista, a proletarijat se istodobno drži u siromaštvu. No, u tom procesu brojnost i snaga proletarijata neprestano raste, te će proletarijat na koncu revolucijom svrgnuti kapitalistički poredak, a "eksproprijatori će biti eksproprirani".
Eduard Bernstein, teoretičar njemačke Socijaldemokratske stranke, tvrdio je krajem 19. stoljeća da se kapitalizam ne razvija u pravcu koji je predvidio Marx. Bio je protiv revolucije i smatrao je da proletarijat može poboljšati svoj položaj organiziranim masovnim pokretom i parlamentarnim reformama. Njemački socijalist Rudolf Hilferding zagovarao je "organizirani kapitalizam", tj. državno-kontrolirani sustav društvenog blagostanja.
Revolucionarni socijalizam koji se pojavio početkom 20. stoljeća, redefinirao je suvremeni kapitalizam kao viši ili posljednji stadij kapitalizma ili imperijalizam. Vladimir Iljič Lenjin definirao je imperijalizam kao ekspanzionistički stadij kapitalizma u kojem dominiraju monopoli, ne samo na lokalnoj, nego na međunarodnoj razini. Imperijalizam, prema Lenjinovom stanovištu, dovodi do borbe za preraspodjelu kolonija i sfera interesa, što neizbježno izaziva ratove, a zatim i revolucije u zaostalijim krajevima svijeta. Ta je inačica marksizma bila vodeća ideologija ruske oktobarske revolucije, kao i komunističkih prevrata u različitim zemljama nakon drugoga svjetskog rata.

## Nemarksističke teorije kapitalizma
Nemarksistički (ili kako ih marksisti zovu "buržoaski") sociolozi i ekonomisti kao bit kapitalizma navode ekonomiju osnovanu na slobodnom tržištu i poduzetničkom interesu, što ju bitno razlikuje od socijalizma s njegovom ekonomijom osnovanom na državnom vlasništvu i centralnom planiranju.
Max Weber je široko definirao kapitalizam kao "bogatstvo koje se koristi za stjecanje dobiti u trgovini". Prema toj definiciji možemo elemente kapitalizma prepoznati već i u drevnim društvima. Weber je ipak razlikovao moderni kapitalizam zapadnih društava kao "vrlo različit oblik kapitalizma koji se nije pojavio nigdje drugdje", a za kojeg je karakteristična racionalna organizacija formalno slobodnog tržišta rada.
Pristalice Webera, za razliku od marksista, odbacuju stav da razvojem društva upravljaju neizbježni zakoni koji bi morali dovesti do nestanka kapitalizma. Ipak, i oni u zapadnom kapitalizmu uočavaju stanovite trendove. To su trendovi prema racionalizaciji, depersonalizaciji, povećanoj specijalizaciji i trend prema većoj tehničkoj kontroli nad prirodom, ali i nad osobama. Međutim ovi se trendovi više povezuju s industrijskim društvom i birokratizacijom, nego s kapitalizmom po sebi.

## Karakteristike suvremenog kapitalizma

### Sitni i krupni kapital
Kapitalistička ekonomija može se podijeliti na dva osnovna sektora - veliki biznis (sektor monopola) i mali biznis (konkurentski sektor). Ova dvojna ekonomija ima i dvojno tržište rada. Sa sociološkog aspekta, radnici u sektoru monopola su bolje plaćeni, imaju veće beneficije, veću sigurnost zaposlenja, te rade u bolje definiranoj hijerarhiji autoriteta. Radnici u kompetitivnom sektoru, s druge strane, imaju manje plaće, rade pod težim uvjetima, nemaju zaštitu sindikata niti sigurnost zaposlenja.

### Snižavanje troškova proizvodnje
Ovisnost kapitalizma o ljudskom radu kao robi, nameće mu potrebu da što više smanji troškove proizvodnje, odnosno da poveća produktivnost. Tehnološki razvoj može sniziti cijenu rada kao robe, tako što će povećati proizvodnju robe široke potrošnje. Posljedično snižavanje cijena hrane, odjeće, i ostale robe široke potrošnje, dovodi do sniženja cijene rada. Drugi način snižavanja troškova proizvodnje je automatizacija, tj. stvaranje tehnologije koja može zamijeniti ili pojačati ljudski rad. širenje tehnologije, kao unutrašnji način povećanja produktivnosti, može se zamijeniti s vanjskim širenjem koje traži nove izvore (jeftinije) radne snage.

### Menadžerski kapitalizam
Neki sociolozi tvrde da je pojava velikih kapitalističkih korporacija, s raspršenim dioničkim vlasništvom i birokratskom organizacijom, smanjila moć kontrole pojedinih kapitalista nad korporacijom u koju su uložili svoj kapital. Tvrdi se da su umjesto njih kontrolu nad korporacijskim kapitalom stekli birokratski menadžeri, koji su pod razmjerno manjim pritiskom da maksimiziraju profit. Na taj bi način bezobzirni karakter ranog kapitalizma postupno bio zamijenjen kapitalizmom koji vodi računa o širim društvenim interesima. Raspršenje vlasništva i kontrole bi, prema ovakvom "menadžerskom" stajalištu, eliminiralo zloupotrebu kapitala u interesu društvene elite, tj. bogate manjine.
Sociolozi koji se ne slažu s "menadžerskim" stajalištem kažu da, premda su menadžeri možda i stekli stanovitu formalnu neovisnost, njihov posao zahtijeva predanost maksimizaciji profita, te se njihova učinkovitost i procjenjuje prije svega prema tom kriteriju. Osim toga, zajedničko klasno i društveno okruženje (milje) direktora i vlasnika velikih kompanija, omogućuje im da minimiziraju konkurenciju cijena i da tako održe visoku razinu dobiti. Drugi teoretičari tvrde da su ove neformalne veze manje važne od njihove zajedničke ovisnosti o bankama. Prema ovom pogledu, koji ne prihvaća "menadžerske" argumente, banke, odnosno financijski kapital, imaju nerazmjerno veliku ulogu u centralizaciji kontrole nad alokacijom kapitala. To je osobito važno u kontekstu globalizacije, jer se golemi dio internacionalizacije kapitala odvija upravo u sferi financijskog kapitala.

### Ekspanzija kapitalizma i transnacionalne korporacije
Urođena težnja kapitalizma prema ekspanziji gura kapitalistička društva preko državnih granica. Ta se ekspanzija događa kad kapitalizam traži tržišta za svoje proizvode, ili kad traži sirovine ili jeftiniju radnu snagu. Transnacionalna ekspanzija kapitalizma promatra se kroz dva sociološka teoretska pristupa. Teorija modernizacije promatra ovu ekspanziju pozitivno, kao način razvoja nerazvijenih društava. Drugi teoretski pristup vidi kapitalističku ekspanziju negativno - kao kočnicu razvoja, zbog sustavne eksploatacije ljudi i resursa u nerazvijenim društvima od strane razvijenih. 
Sve je veća društvena važnost transnacionalnih korporacija. One velik dio industrijske proizvodnje premještaju u nerazvijene dijelove svijeta, što je dovelo do procesa deindustrijalizacije naprednih kapitalističkih društava. Mnogi sociolozi ukazuju na to da transnacionalne "bezdržavne" korporacije sve manje pokazuju povezanost ili lojalnost s bilo kojom određenom državom ili nacijom. Kapital sve brže i lakše teče diljem svijeta, tražeći najjeftinije izvore radne snage. Tržišta kapitala Azije, Europe i Sjeverne Amerike postaju sve više međusobno povezana.

## Kapitalizam i demokracija
Kapitalizam i demokracija imaju zajedničke korijene u razdoblju prosvjetiteljstva, te su zbog toga tradicionalno među zapadnim sociolozima shvaćani kao dvije neodvojive komponente modernizacije i društvenog napretka. U novije se vrijeme, međutim, sve više naglašava napetost, pa čak i suprotstavljenost demokracije i kapitalizma. Ogromna nejednakost bogatstva koju stvara moderni kapitalizam, otežava mogućnost političke jednakosti.
Čak i konzervativni autori spominju problematičan odnos između suvremenog kapitalizma i demokracije. U današnjem svijetu globalizacije, čini se da politika kapitalističkih društava zaostaje za ekonomskim promjenama. Pojedinci su pod sve većim pritiskom da prodaju svoj rad kao robu na globalnom tržištu. Pa ipak, ti pojedinci nisu građani svijeta, nego građani svoje države, dok je nasuprot tome, transnacionalni kapitalizam sve manje vezan nacionalnim granicama. Mnogi teoretičari smatraju da će ove napetosti biti još naglašenije u budućem razvoju kapitalizma.

## Kapitalizam u 21. stoljeću
U ogledu o knjizi Thomasa Pikettyja, Le Capital au XXIe siècle (Kapital u 21. stoljeću), novinarka Jutarnjega lista Ines Sabalić donosi Pikettyjevu procjenu u naslovu ogleda: »Bogati, odrecite se 80 posto kapitala i spasite kapitalizam«.